# Charles Philippe d’Albert

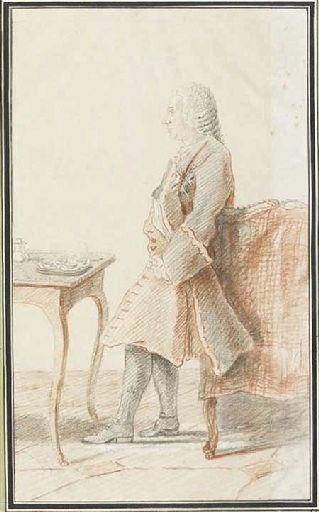
Louis Carmontelle, Porträt von Charles Philippe d’Albert, 4. Duc de Luynes, um 1750

Charles Philippe d’Albert (* 30. Juli 1695 in Paris; † 2. November 1758 auf Schloss Dampierre) war ein französischer Hochadliger und Memoirenschreiber.
Er war Herzog von Chevreuse (1704–1735), Herzog von Luynes (1712–1758) und Pair von Frankreich.

## Leben
Er wurde am 29. Juli 1695 in Paris, Pfarrei Saint Sulpice, als Sohn von Honoré-Charles d’Albert de Luynes (1669–1704), Herzog von Chevreuse, Maréchal des Camps et Armées du Roi, Capitaine-lieutenant des Chevau-légers de la Garde du Roi, und Marie Anne Jeanne de Courcillon de Dangeau geboren. Er ist väterlicherseits der Enkel von Charles Honoré d’Albert (1646–1712), dem 3. Herzog von Luynes, und mütterlicherseits der Enkel von Philippe de Courcillon, Marquis de Dangeau und Sire de La Bourdaisière, dem berühmten Memoirenschreiber aus der späten Regierungszeit Ludwigs XIV. 
Da sein Vater früh starb, folgte er 1712 seinem Großvater als 4. Herzog von Luynes. Außerdem war er wie seine Vorfahren seit 1658 Graf von Montfort.
Als Pair of France und Mestre de camp der Kavallerie wurde er 1748 zum Ritter im Orden vom Heiligen Geist ernannt.
Charles Philippe d’Albert starb am 2. November 1758 auf Schloss Dampierre. Er wurde in Paris in der Kirche Saint-Sulpice bestattet.
Sein jüngerer Bruder Paul d’Albert de Luynes (1703–1788) wurde Erzbischof von Sens und Kardinal.

## Ehen und Nachkommen
Er heiratete in erster Ehe am 24. Februar 1710 in Paris, Pfarrei Saint Sulpice, Louise-Léontine de Bourbon-Soissons (1696–1721), Tochter von Louis-Henri de Bourbon-Soissons und Angélique Cunégonde de Montmorency-Luxembourg. Sie ist Titularprinzessin von Neuchâtel und Valangin, Dame de Bonnétable, Coulommiers, Gräfin von Noyers und Dunois.
Aus dieser Ehe gingen zwei Töchter und ein Sohn hervor:
- Elisabeth-Angélique, * 28. Juli 1715, † 2. Januar 1722
- Marie-Charles-Louis, der 5. Herzog von Luynes; ⚭ (1) 22. Januar 1735 Thérèse Pélagie d’Albert de Grimberghen, † 1736, Tochter von Ludwig Joseph d’Albert de Luynes von Grimbergen, kaiserlicher Botschafter in Frankreich, und Madeleine Marie Honorine Charlotte, Princesse de Berghes; ⚭ (2) 5. Juli 1736 Henriette, Tochter von Procope Pignatelli Graf von Egmond, † 1. September 1782
- Marie-Charlotte, * 21. September 1719, † 11. August 1721

Am 15. Januar 1732 heiratete er in zweiter Ehe Marie Brulart de La Borde (1684–1763), Tochter von Nicolas Brulart, Marquis de La Borde, Baron de Sombernon, Erster Präsident des Parlaments von Burgund, und Marie Bouthillier de Chavigny. Sie war die Witwe von Louis-Joseph de Béthune, Marquis de Chârost, Brigadier der Armeen des Königs, der 1709 in der Schlacht bei Malplaquet gefallen war. Die Ehe blieb ohne Nachkommen.
Marie Brulart wurde im Jahr 1735 Ehrendame der Königin Maria Leszczyńska. Damit trat der Herzog von Luynes in jene Gesellschaft ein, die die Königin ihre „honnêtes gens“ nannte, und machte sich daran, ein Tagebuch über historische Ereignisse und höfische Begebenheiten zu verfassen – ein Werk ohne literarischen Wert  und Anspruch, aber ein wertvolles Dokument zur aristokratischen Gesellschaft seiner Zeit.

## Werke
- Louis Dussieux, Eudoxe Soulié, Mémoires du duc de Luynes sur la Cour de Louis XV (1735–1758), 17 Bände, Paris, Firmin-Didot frères, 1860–1865